# Tesoro di Atreo
Il Tesoro di Atreo, detto anche Tomba di Agamennone, è una tomba a tholos situata nei pressi della Rocca di Micene, in Grecia e fu scavata dall'archeologo Heinrich Schliemann nel 1879.
Dal quinto strato in su si trovano, a vari livelli, fori per chiodi disposti in serie orizzontali; si ritiene che fossero gli attacchi che fissavano alla parete elementi ornamentali, forse rosette in bronzo semplice o dorato.
Nel punto settentrionale della tholos si trova una porta, con triangolo di alleggerimento, che immette in una camera laterale dal soffitto piatto, tagliato nella roccia. Nel pavimento di questa camera collaterale si aprono due fosse. Il portale, che immetteva in questa camera, era chiuso da una porta a due battenti provvista di intelaiatura: sono tuttora visibili i fori dei chiodi che la fissavano al muro. Provengono probabilmente da questa camera due frammenti di rilievi in gesso, raffiguranti dei tori, conservati al British Museum. La tholos è ancora ricoperta dal tumulo che conserva tracce del muro di contenimento (krepis). Il contenuto originale di questa tomba è sconosciuto. I frammenti di oro e le perline, trovati nel dromos e nel portale, non sono necessariamente contemporanei alla costruzione.

## Storia

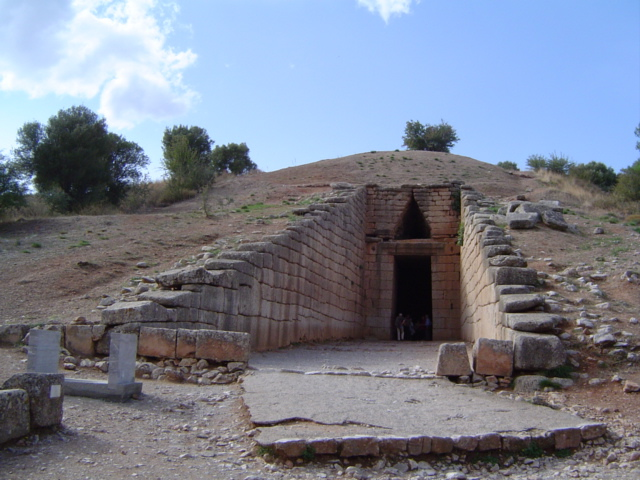
L'ingresso della tomba a tholos

Citata da Pausania, era ancora visibile nel 1879 quando l'archeologo tedesco Heinrich Schliemann scoprì le altre tombe reali sotto l'agorà nella Rocca.
Fu edificata intorno alla metà del XV secolo a.C. (circa due secoli prima dell'epoca presunta della Guerra di Troia) ed ospitò i resti forse del sovrano che portò a termine la ricostruzione della rocca o di un suo vicino regnante. La tomba ripete la forma di altre tholoi del Mediterraneo orientale, presenti anche nei dintorni di Micene (circa dodici), ma in forme monumentali e grandiose, arrivando ad essere uno dei più impressionanti monumenti pervenutoci dall'epoca della Grecia arcaica.

## Descrizione
Si tratta di una camera semi-sotterranea a pianta circolare, con una copertura a sezione ogivale, realizzata con massi progressivamente aggettanti (falsa cupola). È alta tredici metri, mentre il diametro misura 14,50 metri: per trovare una costruzione in muratura con una copertura voltata altrettanto ampia si deve scorrere gli edifici conosciuti fino al Pantheon, costruito 1400 anni dopo. Grande attenzione fu posta nel posizionamento delle enormi pietre, sia per garantire la stabilità alla volta alle forze di compressione del peso, sia per ottenere una superficie interna perfettamente levigata, dove un tempo dovevano risaltare le decorazioni in oro, argento e bronzo.
Si accede alla tholos da un corridoio scoperto inclinato o dromos, lungo 36 metri e con le pareti rivestite di pietre. La tholos portava attraverso un breve passaggio alla camera funeraria vera e propria, scavata con una forma pressoché cubica.
Il portale di ingresso del tumulo presentava una ricca decorazione: semicolonne in calcare verde con motivi a zig-zag sul fusto, con rosette sopra l'architrave della porta e decorazione a fasce con spirali per la lastra in marmo rosso che chiudeva l'apertura triangolare di alleggerimento sopra l'architrave. I capitelli sono a cavetto, simili a quelli lotiformi egizi. Altre decorazioni erano intarsiate con porfido rosso e alabastro verde, un lusso sorprendente per l'età del bronzo.

## Curiosità
- Prima degli scavi ottocenteschi si pensava che la tholos fosse stata un enorme forno.
- La camera funeraria annessa al tholos si chiama naos.

## Galleria d'immagini

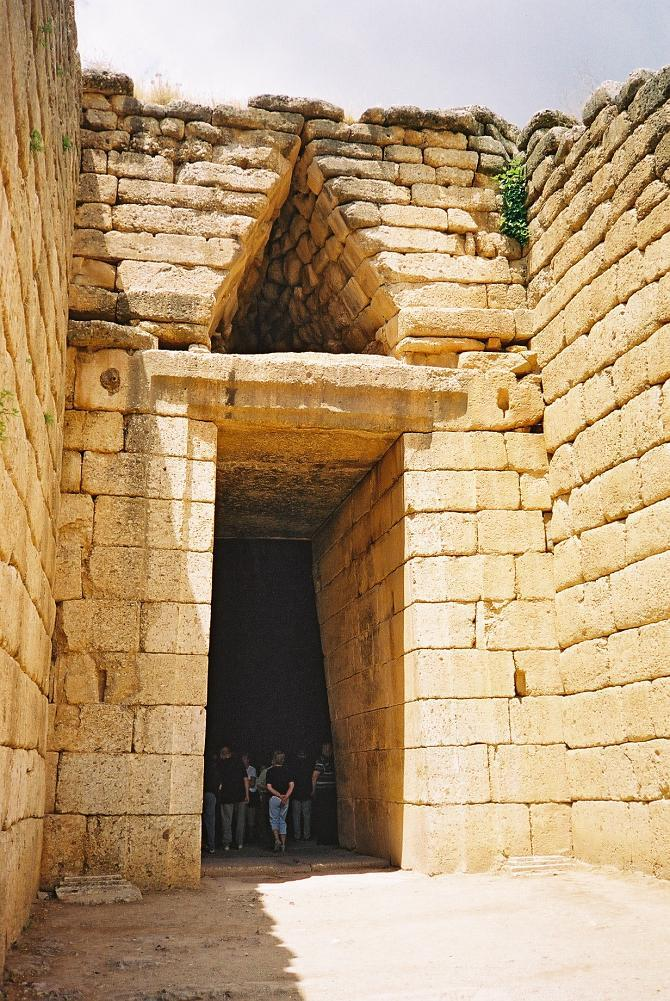
Il portale (le decorazioni sono state asportate e si trovano a Londra)
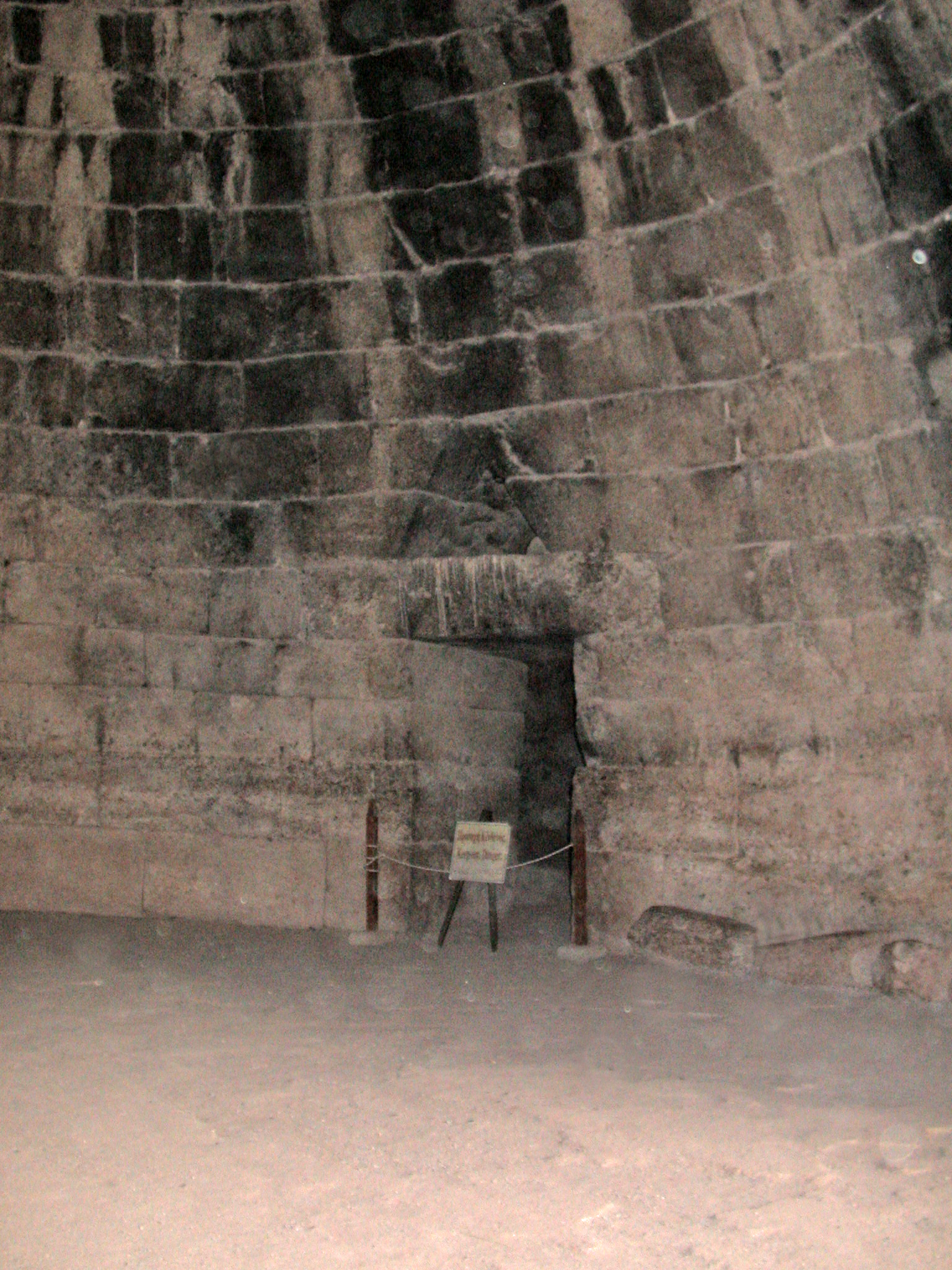
Parete interna
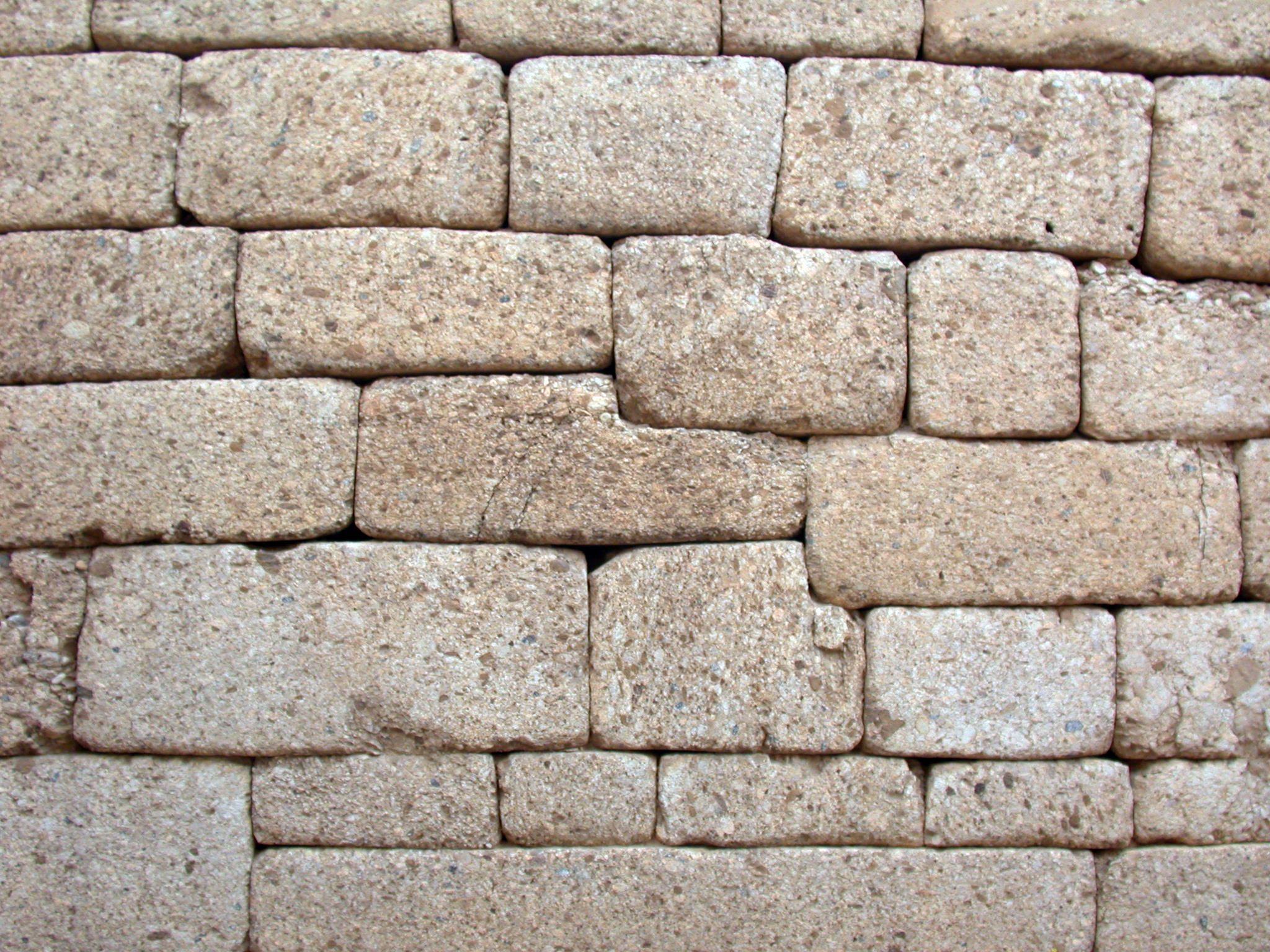
La muratura
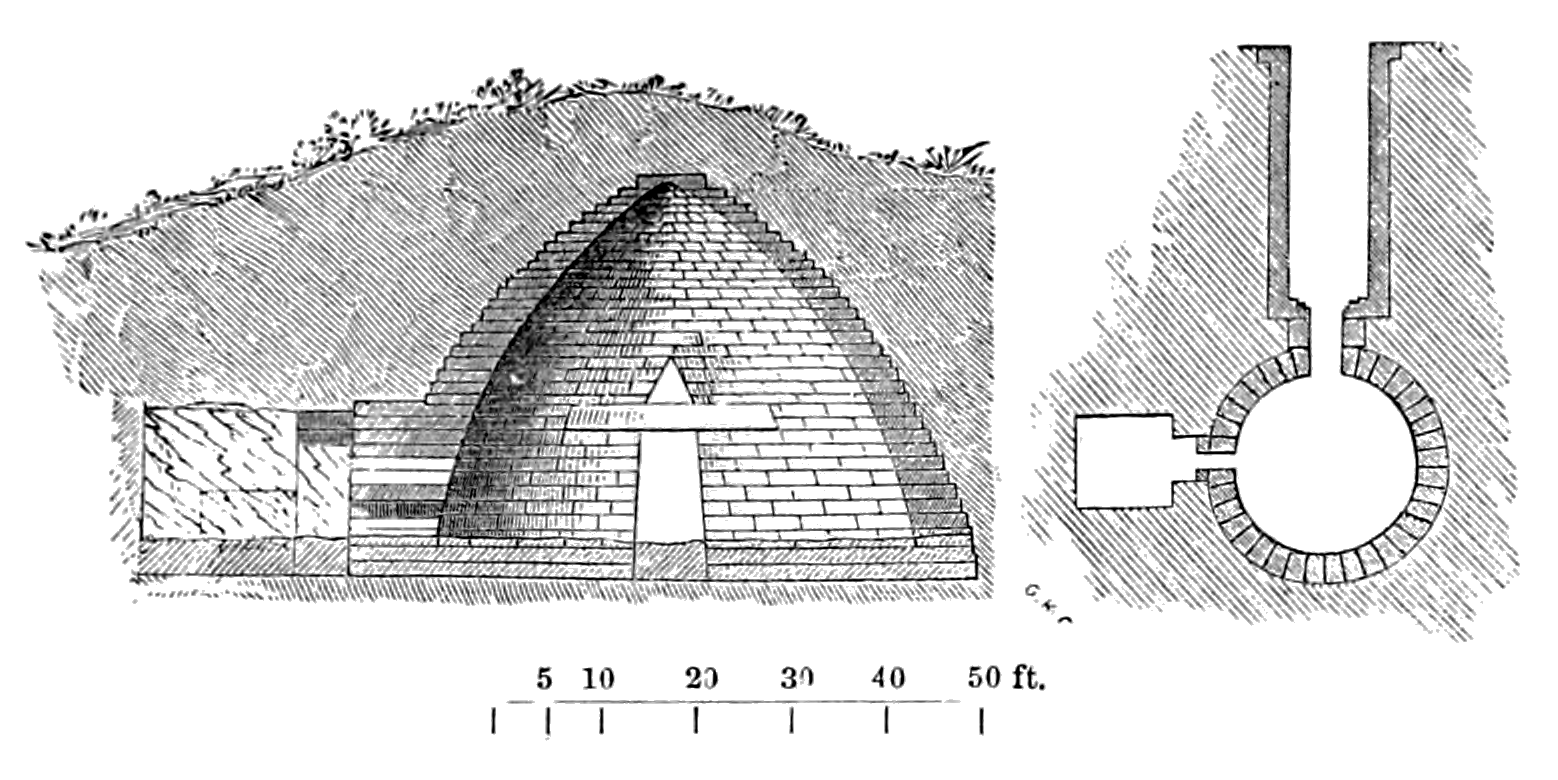
Sezione verticale e pianta